# Steganolauxania trivittata
Steganolauxania trivittata är en tvåvingeart som först beskrevs av Friedrich Hermann Loew 1861.  Steganolauxania trivittata ingår i släktet Steganolauxania och familjen lövflugor. Inga underarter finns listade i Catalogue of Life.